# Ché Adams
Pour les articles homonymes, voir Adams.
Ché Adams, né le 13 juillet 1996 à Leicester en Angleterre, est un footballeur international écossais qui évolue au poste d'avant-centre ou d'ailier au Torino FC.

## Biographie

### En club
Le 14 novembre 2014, il rejoint le club de Sheffield United, en provenance du club amateur d'Ilkeston FC. Le 16 décembre de la même année, il fait ses débuts pour le club lors d'une victoire en Coupe de la Ligue contre Southampton. Lors de la saison 2015-2016, il inscrit onze buts en troisième division anglaise avec Sheffield.
Le 8 août 2016, il rejoint l'équipe de Birmingham City. Lors de la saison 2016-2017, il marque sept buts en championnat avec cette équipe. Au total, Adams inscrit trente-huit buts en cent-vingt-trois matchs toutes compétitions confondues avec Birmingham City.
Le 1er juillet 2019, Ché Adams s'engage avec le Southampton FC.

### En sélection nationale
Ché Adams est retenu dans la liste des vingt-six joueurs écossais sélectionnés par Steve Clarke pour disputer l'Euro 2020. 
En juin 2024, il fait partie de la liste des 26 joueurs convoqués par Steve Clarke pour disputer l'Euro 2024 . 

## Statistiques
| Saison                | Club                  | Championnat           | Championnat | Championnat | Coupe nationale | Coupe nationale | Coupe de la Ligue | Coupe de la Ligue | Play-offs | Play-offs | Total | Total |
| Saison                | Club                  | Division              | M.          | B.          | M.              | B.              | M.                | B.                | M.        | B.        | M.    | B.    |
| 2014-2015             | Sheffield United      | League One            | 10          | 0           | -               | -               | 2                 | 2                 | 1         | 1         | 13    | 3     |
| 2015-2016             | Sheffield United      | League One            | 36          | 11          | 3               | 1               | 2                 | 0                 | -         | -         | 41    | 12    |
| 2016-2017             | Sheffield United      | League One            | 1           | 0           | -               | -               | -                 | -                 | -         | -         | 1     | 0     |
| Sous-total            | Sous-total            | Sous-total            | 47          | 11          | 3               | 1               | 4                 | 2                 | 1         | 1         | 55    | 15    |
| 2016-2017             | Birmingham City       | Championship          | 40          | 7           | 2               | 0               | -                 | -                 | -         | -         | 42    | 7     |
| 2017-2018             | Birmingham City       | Championship          | 30          | 5           | 2               | 1               | 1                 | 3                 | -         | -         | 33    | 9     |
| 2018-2019             | Birmingham City       | Championship          | 46          | 22          | 1               | 0               | 1                 | 0                 | -         | -         | 48    | 22    |
| Sous-total            | Sous-total            | Sous-total            | 116         | 34          | 5               | 1               | 2                 | 3                 | -         | -         | 123   | 38    |
| 2019-2020             | Southampton FC        | Premier League        | 30          | 4           | 3               | 0               | 2                 | 0                 | -         | -         | 35    | 4     |
| 2020-2021             | Southampton FC        | Premier League        | 36          | 9           | 5               | 0               | 1                 | 0                 | -         | -         | 42    | 9     |
| 2021-2022             | Southampton FC        | Premier League        | 30          | 7           | 1               | 0               | 2                 | 1                 | -         | -         | 33    | 8     |
| 2022-2023             | Southampton FC        | Premier League        | 29          | 5           | 2               | 0               | 5                 | 5                 | -         | -         | 36    | 10    |
| 2023-2024             | Southampton FC        | Championship          | 41          | 16          | 4               | 2               | 1                 | 0                 | -         | -         | 46    | 18    |
| Sous-total            | Sous-total            | Sous-total            | 165         | 41          | 12              | 1               | 14                | 7                 | -         | -         | 191   | 49    |
| 2024-2025             | Torino FC             | Serie A               | 36          | 9           | 2               | 1               | -                 | -                 | -         | -         | 38    | 10    |
| Sous-total            | Sous-total            | Sous-total            | 36          | 9           | 2               | 1               | 0                 | 0                 | -         | -         | 38    | 10    |
| Total sur la carrière | Total sur la carrière | Total sur la carrière | 366         | 95          | 22              | 4               | 20                | 12                | 1         | 1         | 409   | 112   |

## Palmarès

### Distinctions individuelles
- Joueur du mois de deuxième division anglaise en février 2019.
- But du mois de Serie A en décembre 2024.